# Beyoncé

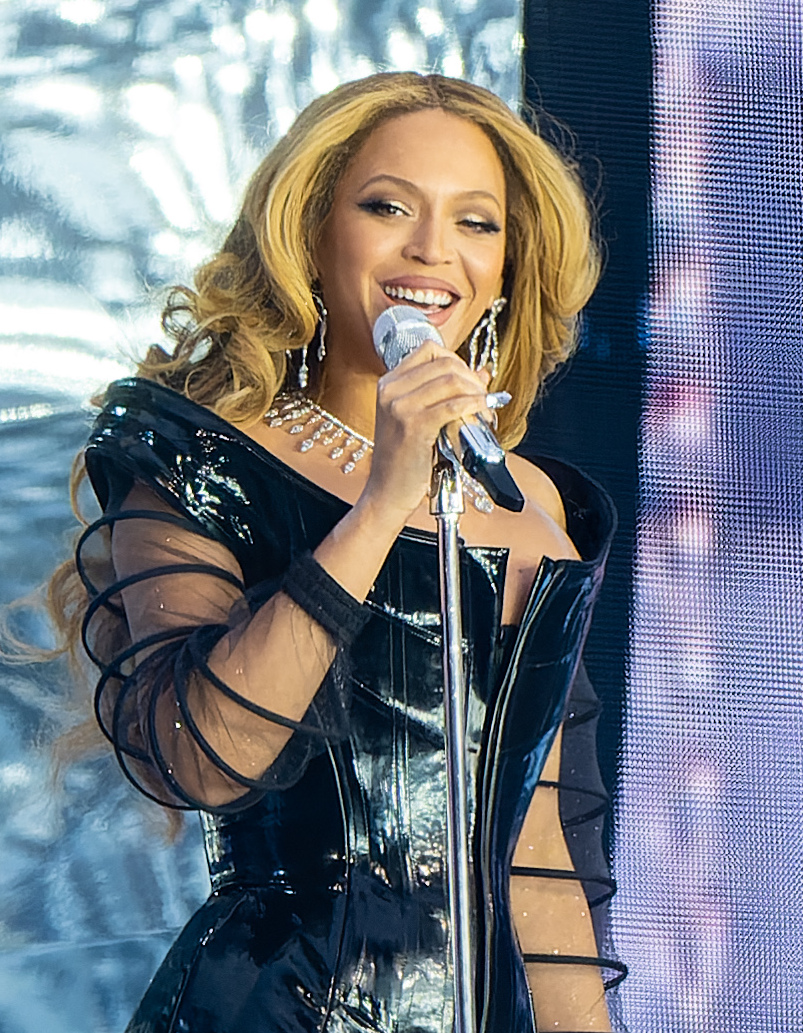
Beyoncé (2023)

Beyoncé Giselle Knowles-Carter (* 4. September 1981 als Beyoncé Giselle Knowles in Houston, Texas) ist eine US-amerikanische R&B- und Pop-Sängerin und Schauspielerin. Bis 2005 war sie Mitglied der R&B-Girlgroup Destiny’s Child. Seit 2003 ist sie als Solokünstlerin Beyoncé tätig; ihre acht Alben erreichten alle Platz eins der amerikanischen Billboard-Charts.
Sie verkaufte solo und mit Destiny’s Child insgesamt über 200 Millionen Tonträger und gehört damit zu den erfolgreichsten Künstlern weltweit. 2009 wurde sie vom Billboard-Magazin als beste Künstlerin des Jahrzehnts ausgezeichnet; 2011 erhielt sie den Billboard Millennium Award. 2014 wurde sie vom Forbes-Magazine zur einflussreichsten Künstlerin gewählt und erhielt im Alter von 32 Jahren den Michael Jackson Video Vanguard Award für ihr Lebenswerk.
Beyoncé wurde mit 35 Grammys ausgezeichnet (Rekord) und gehört mit einem Vermögen von 440 Millionen US-Dollar zu den reichsten Musikern der Welt. 2014 verdiente sie 115 Millionen US-Dollar und war damit in diesem Jahr die bestbezahlte Frau im Musikgeschäft.

## Biografie
Beyoncé Knowles kam 1981 in Houston als erstes Kind des Xerox-Vertriebsleiters Mathew Knowles und von Célestine Ann „Tina“ Beyoncé, die ein Friseurgeschäft betrieb, zur Welt. Ihr Vater hat afrikanische, ihre Mutter ebenfalls afrikanische sowie französische, indigene und irische Wurzeln. Beyoncés Vorname entspricht dem Geburtsnamen ihrer Mutter. Die Schauspielerin und Sängerin Solange Knowles ist ihre jüngere Schwester.
Nachdem die beiden Gründungsmitglieder LaTavia Roberson und LeToya Luckett gegen Ende 1999 Destiny’s Child verlassen hatten, litt sie unter Depressionen, die durch die gereizte Stimmung in der Gruppe entstanden sein sollen sowie durch die Trennung von ihrem damaligen Freund.
2008 heiratete sie in New York City den Rapper Jay-Z (bürgerlicher Name Shawn Corey Carter), mit dem sie seit 2001 liiert ist. Sie trägt seitdem den Familiennamen Knowles-Carter. 2012 bekam das Paar eine Tochter, 2017 folgten Zwillinge.

## Musikalische Karriere

### 1987–1996: Karrierebeginn
Beyoncé nahm in der Schule Tanzunterricht in Ballett und Jazz, bei dem ihr Gesangstalent von ihrer Lehrerin entdeckt wurde. Ihr Interesse für Tanz, Gesang und Musik wuchs, als sie bei einer Talentshow der Schule auftrat. Dort sang sie das Lied Imagine von John Lennon und gewann den Wettbewerb.
Im Alter von sieben Jahren wurde sie im Houston Chronicle für den Performing Arts Award The Sammy nominiert. Ab Herbst 1990 besuchte sie die Parker Elementary School in Houston und sammelte weitere Gesangserfahrungen im Schulchor. Sie erhielt Gesangsunterricht bei Opernsänger David Lee Brewer, der auch in das Haus der Familie Knowles einzieht. Sie wurde für zwei Jahre Mitglied eines Kirchenchors in Houston, wo sie als Solistin agierte. Ende 1990 gründete Beyoncé gemeinsam mit LaTavia Roberson, ihrer Kindheitsfreundin Kelly Rowland und ihren Schulfreundinnen Keke Wyatt und Támar Davis die sechsköpfige Tanz- und Gesangsgruppe Girls Tyme. Nachdem 1993 LeToya Luckett der Gruppe beigetreten war, wurden zwei andere Mitglieder vom Manager entlassen, so dass die Band mit Beyoncé, Rowland, Luckett und Roberson nur noch vier Mitglieder hatte.
Mit der Zeit setzte sich die Gruppe als Vorgruppe für andere etablierte R&B-Girlgroups durch. Gemanagt von Vater Mathew wurde die Gruppe im Laufe der Jahre durch zahlreiche Auftritte auf lokaler Ebene bekannt. Als ein Plattenvertrag mit Elektra Records unterschrieben wurde, änderte man den Namen der Gruppe in Destiny’s Child. Sie zogen nach Atlanta, um an ihren ersten Aufnahmen zu arbeiten. 1996 unterschrieb die Gruppe einen Plattenvertrag beim Major-Label Columbia Records.

### 1997–2001: Destiny’s Child
Nach der Unterzeichnung des Plattenvertrags mit Columbia nahm die Gruppe das erste Lied Killing Time unter ihrem neuen Plattenlabel auf, das auf dem Soundtrack-Album zum Film Men in Black im Jahr 1997 erschien. Die erste Single der Band, No No No, erreichte Platz 1 der US-amerikanischen Billboard-Charts. Später gewann die Gruppe drei Soul Train Lady of Soul Awards. Es folgten weitere erfolgreiche Auskopplungen, darunter die Nr.-eins-Hits Bills Bills Bills und Say My Name, das mit zwei Grammys ausgezeichnet wurde. Außerdem erschienen zwei Alben: 1998 Destiny’s Child und ein Jahr später The Writing’s on the Wall. Das zweite Album der Gruppe verkaufte sich in den Vereinigten Staaten mehr als acht Millionen Mal. 1999 nahm Beyoncé zusammen mit dem Musiker Marc Nelson das Lied After All Is Said and Done auf, das zum Soundtrack des Films The Best Man gehört.
Ende 1999 verließen Luckett und Roberson die Gruppe wegen Unstimmigkeiten mit Mathew Knowles. 2000 veröffentlichte Destiny’s Child die Nummer-1-Single Independent Women Part I, den Titelsong zum Kinofilm 3 Engel für Charlie. 2001 folgte das dritte Album Survivor, das in den USA, Großbritannien, Deutschland, Österreich und der Schweiz Platz 1 der Albumcharts belegte. Es folgten zahlreiche erfolgreiche Singles wie Survivor, Bootylicious sowie Emotions, ein Cover der Bee Gees. Nach der anschließenden Welttournee und der Veröffentlichung des Weihnachtsalbums 8 Days of Christmas im Oktober 2001 trennten sich die Wege der Frauen zu Gunsten von Solokarrieren.

### 2002–2003: Beginn der Solokarriere mitDangerously in Love

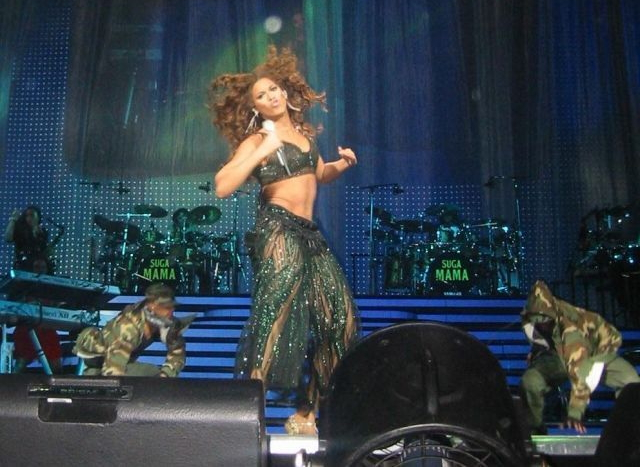
Beyoncé bei einer Performance von Baby Boy

2002 veröffentlichte Beyoncé ihre erste Solosingle Work It Out. Der Song ist im Soundtrack des Films Austin Powers in Goldständer zu finden, in dem sie auch als Schauspielerin zu sehen ist. Im folgenden Jahr spielte sie an der Seite von Cuba Gooding, Jr. in der Komödie Fighting Temptations und nahm für den Soundtrack Songs auf, darunter eine Coverversion von Fever aus dem Jahr 1956. Im Oktober 2002 nahm Beyoncé mit ihrem Freund, dem US-Rapper Jay-Z, die Single ’03 Bonnie & Clyde auf. Das Lied erreichte Platz vier der amerikanischen Billboard Hot 100. In der Schweiz erreichte der Song Platz 1.
Im Juni 2003 erschien ihr Debütalbum Dangerously in Love. Das Album erreichte sofort nach Veröffentlichung Platz 1 der amerikanischen Billboard-200-Albumcharts und verkaufte sich weltweit über elf Millionen Mal. Die ersten beiden Singleauskopplungen des Albums, Crazy in Love sowie Baby Boy, eine Zusammenarbeit mit Sean Paul, erreichten Platz 1 in den USA. Als weitere Singles wurden Me, Myself and I und Naughty Girl veröffentlicht, die beide die Top 10 der Singlecharts erreichten. 2004 wurde das Album mit fünf Grammys ausgezeichnet. Im November 2003 startete Knowles ihre erste Welttournee, die Dangerously in Love Tour.

### 2004–2005: Destiny’s Child – Comeback und Trennung
Im März 2004 ging Beyoncé mit Alicia Keys, Missy Elliott und Tamia auf eine Tournee durch Nordamerika. Nach einer dreijährigen Pause, in der sich die Bandmitglieder auf Soloprojekte konzentrierten, fand sich Beyoncé 2004 wieder mit Rowland und Williams zusammen, um im November das letzte Album der Gruppe, Destiny Fulfilled, zu veröffentlichen. Das Album erreichte Platz 2 in den amerikanischen Albumcharts und verkaufte sich in den Vereinigten Staaten über 3 Millionen Mal. 2005 ging Destiny’s Child zum letzten Mal auf Tournee und löste sich danach auf.
Beyoncés Solotitel Check on It mit Rapper Slim Thug wurde im Dezember 2005 veröffentlicht. Das Lied belegte 2006 fünf Wochen lang Platz eins der amerikanischen Charts und war Beyoncés dritter Nummer-eins-Hit in den USA.

### 2006–2007:B’Day
Im Dezember 2006 nahm sie für den Soundtrack des Musical-Films Dreamgirls, in dem sie auch mitspielte, zahlreiche Lieder auf, darunter den Song Listen, der als Single veröffentlicht wurde. Die Veröffentlichung ihres zweiten Studioalbums B’Day erfolgte im September 2006. Wie die Vorgänger debütierte B’Day auf Platz eins der amerikanischen Billboard-200-Charts. Es verkaufte sich in den USA bis 2009 rund 3 Millionen Mal und erhielt bis heute Fünffachplatin. Die erste Single des Albums Déjà Vu mit Jay-Z erreichte Platz vier der Billboard Hot 100 und wurde im Vereinigten Königreich Beyoncés zweiter Solo-Nummer-eins-Hit nach Crazy in Love. Die Singleauskopplung Irreplaceable wurde in den USA ihr vierter Nummer-eins-Hit.
Beautiful Liar, ein Duett mit der Sängerin Shakira aus dem Jahr 2007, erreichte Platz drei in den USA und Platz eins in Deutschland, Österreich, der Schweiz und Großbritannien. In Deutschland blieb Beautiful Liar bisher ihr einziger Nummer-eins-Hit. Im April 2007 startete sie ihre zweite Solo-Welttournee. Die Tournee beinhaltete über 90 Konzerte weltweit und wurde als Konzertfilm mit der DVD The Beyoncé Experience Live! verfilmt. Weitere Veröffentlichungen aus dem Album sind Listen, Ring The Alarm, Suga Mama, Kitty Kat, Upgrade U mit Jay Z, Freakum Dress & Check On It mit Rapper Bun B. Allen veröffentlichten Songs gelang ein erfolgreicher Charteinstieg.

### 2008–2010:I Am… Sasha Fierce

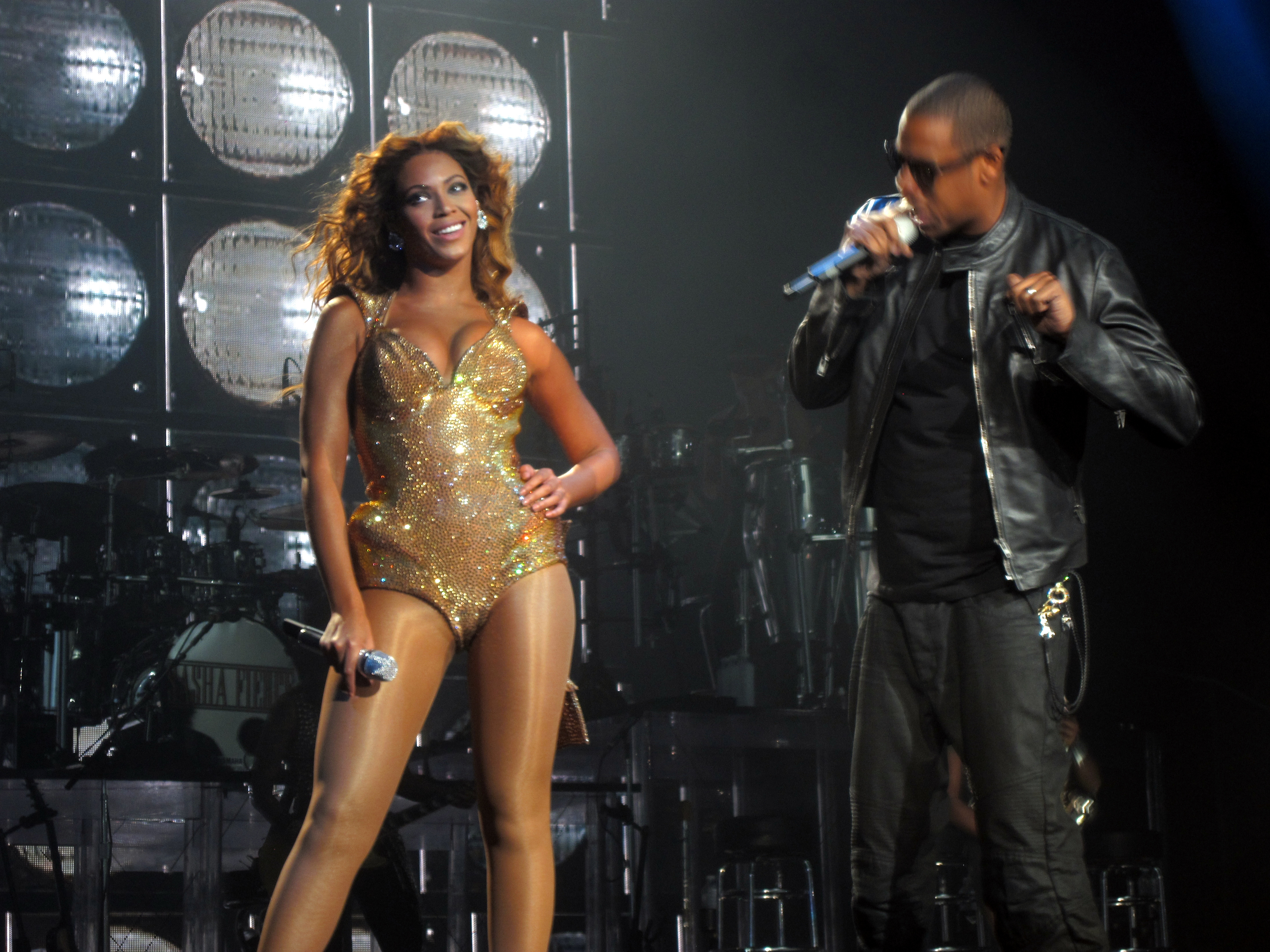
Beyoncé mit Jay-Z (2008)

Im November 2008 veröffentlichte Beyoncé ihr drittes Album mit dem Titel I Am… Sasha Fierce. Für das Album baute Beyoncé ihr Alter Ego Sasha Fierce aus. Das Album debütierte ebenfalls auf Platz eins der amerikanischen Billboard 200 und wurde in den USA mit Doppelplatin ausgezeichnet. Die Singleauskopplung Single Ladies (Put a Ring on It), erreichte Platz eins der Charts in den USA. Im Vereinigten Königreich wurde If I Were a Boy ihre vierte Nummer eins. Das Musikvideo wurde bei den MTV Video Music Awards 2009 in neun Kategorien nominiert und gewann den Award für Video of the Year. Um ihr Album zu promoten, startete sie im März 2009 ihre dritte Welttournee mit dem Titel I Am… Tour.
Bei den Grammy Awards 2010 wurde sie sechsmal ausgezeichnet. Im Februar 2010 arbeitete Beyoncé mit Lady Gaga zusammen, es entstand der Song Telephone. Der Song erreichte Platz drei der amerikanischen Billboard Hot 100 und unter anderem Platz eins in Großbritannien. Dort wurde es ihr fünfter Nummer-eins-Hit als Solokünstlerin. Die Single erreichte auch Platz eins der amerikanischen Popcharts und war ein internationaler Erfolg. Weitere erfolgreiche Veröffentlichungen aus dem dritten Album sind der Nr. Eins-Song Halo, die R&B-Hymne Ego mit Kanye West, die Pop-Updance NummerSweet Dreams, Hip Hop-Track DIVA, die Pop-BalladeBroken-Hearted Girl, Video Phone (Remix) mit Lady Gaga & Why Dont You Love Me.

### 2011–2013:4
Nachdem WikiLeaks im Februar 2011 Dokumente veröffentlicht hatte, die zeigen, dass Beyoncé zusammen mit Usher, Mariah Carey und Nelly Furtado jeweils eine Million US-Dollar erhielt, um 2009 für die Familie des libyschen Machthabers Muammar al-Gaddafi zu singen, entschied sie sich, dem Beispiel von Nelly Furtado zu folgen und die Gage an Wohltätigkeitsorganisationen zu spenden. Am 2. März 2011 erzählte ein Berater von Beyoncé der The Huffington Post, dass sie das Geld an die Wohltätigkeitsorganisation Clinton Bush Haiti Fund gespendet habe, um den Opfern des Erdbebens von Haiti zu helfen. Am 28. März 2011 wurde bekannt, dass Knowles’ Vater Mathew nicht mehr ihr Manager sein wird. Beyoncé erklärte, dass sie mit ihrem Vater Streit „auf Geschäftsebene“ hatte. Sie managt sich jetzt selber und hat ihr eigenes Team.
Ihr viertes Album 4 wurde im Juni 2011 veröffentlicht. Auch dieses Album erreichte Platz 1 der amerikanischen Billboard 200. Im November 2013 wurde sie bei den MTV Europe Music Awards in Amsterdam mit dem Preis für die beste Live-Performance ausgezeichnet. Als Lead-Single wurde die R&B-Uptempo-Nummer Run the World (Girls) veröffentlicht, kurze Zeit später wurde die zweite Single Best Thing I Never Had veröffentlicht. Die dritte Single Countdown wurde parallel zu Knowles erster Schwangerschaft veröffentlicht. Weitere Lieder, die als Single veröffentlicht wurden, sind 1+1, End of Time, Party mit J. Cole und Kanye West, Love on Top sowie Dance For You mit T.I.

### 2013–2015:Beyoncé
Im Dezember 2013 veröffentlichte sie ohne Ankündigung auf dem Internetportal iTunes ihr fünftes Studioalbum, das den Titel Beyoncé trägt. Drake, Jay-Z und Frank Ocean wirkten als Gastmusiker mit. Das Album erreichte in zahlreichen Ländern Platz 1 der iTunes-Charts, darunter auch in Deutschland. In den Vereinigten Staaten belegte es als fünftes Beyoncé-Album in Folge Platz eins der Billboard-Charts. Als Singles wurden Drunk in Love mit Jay-Z, XO, Partition und Pretty Hurts ausgekoppelt. Sie sang Drunk in Love gemeinsam mit Jay-Z bei der Super-Bowl-Party in New York und bei den Grammy Awards 2014.
Beyoncé war in fünf Kategorien bei den BET Awards 2014 nominiert, von denen sie in drei Kategorien gewann, darunter den Preis für die beste Künstlerin. Von Juni bis August 2014 war sie mit Rapper Jay-Z auf On the Run-Tournee. Weitere Veröffentlichungen aus dem Album, sind 7/11 und Flawless (Remix) mit Nicki Minaj. Knowles veröffentlichte zudem eine EP mit dem Titel BEYONCÉ: More. Feeling Myself ist der gemeinsame Song von Nicki Minaj und Beyoncé, der 2015 veröffentlicht wurde. Knowles ist zudem in Naughty Boys Song Runnin’ (Lose It All) und Coldplays Hymn For The Weekend zu hören.

### 2016:Lemonade
Formation war die erste Veröffentlichung aus ihrem nächsten Studioalbum. Den Titel sang sie live bei der Halbzeit-Show zum Super Bowl 50, bei der sie auch gemeinsam mit Bruno Mars dessen Song Uptown Funk interpretierte. Nach ihrem Auftritt kündigte sie die Formation World Tour an, die 49 Konzerte in Nordamerika und Europa umfasste.
Im April 2016 erschien ihr sechstes Studioalbum Lemonade, das nach der Ausstrahlung eines einstündigen gleichnamigen Kurzfilms veröffentlicht wurde, der die Musikvideos aller Songs des Albums beinhaltet und mit Gedichten untermalt ist. Das Album belegte Platz 1 der amerikanischen Billboard 200 und wurde der Zeitschrift Rolling Stone auf Platz 1 der 50 besten Alben der Billboard Charts 2016 gewählt. Weitere Veröffentlichungen aus dem Album waren Sorry, Hold Up, Freedom mit Rapper Kendrick Lamar sowie All Night. Beyoncé veröffentlichte außerdem eine neue Version von Daddy Lesson mit den Dixie Chicks.

### 2017–2018: Coachella-Auftritt undEverything is Love
Im September 2017 arbeitete sie zusammen mit J Balvin und Willy William an der Veröffentlichung einer Remix-Version des Liedes Mi Gente. Beyoncé spendete alle Einnahmen des Liedes an die Opfer von Hurrikan Irma und Hurrikan Harvey. Gemeinsam mit Eminem wurde der Song Walk On Water veröffentlicht. Im März 2018 kündigten sie und ihr Ehemann Jay-Z die Tour On the Run II an, die 48 Konzerte umfasst, unter anderem im Olympiastadion Berlin und im Rheinenergiestadion in Köln.
Im April 2018 absolvierte Beyoncé den ersten von zwei Auftritten auf dem Coachella-Festival, der von 125.000 Menschen besucht wurde. Die Show war eine Hommage an die afroamerikanische Kultur, umfasste mehr als 100 Tänzer sowie eine Live-Band und ein Orchester. Zudem kam es zu einer Wiedervereinigung von Destiny’s Child.
Im Juni 2018 veröffentlichten Beyoncé und Jay-Z als The Carters ein gemeinsames Album mit dem Titel Everything is Love. Als Lead-Single wurde hier der internationale Erfolgstitel Apeshit veröffentlicht. Einige Lieder wurden bei den letzten Konzerten der Welttournee On The Run II live gespielt.

### 2019–2020:Homecoming, The Lion KingundBlack Is King
Im April 2019 veröffentlichte sie über Netflix den Konzertfilm Homecoming – Ein Film von Beyoncé, der ihren Auftritt beim Coachella zeigt. Zeitgleich erschien das Live-Album Homecoming: The Live Album, auf dem Album ist ein neuer Song namens Before I Let Go zu hören.
Im Juli 2019 erschien mit The Lion King: The Gift ein alternativer Soundtrack zum Remake des Films Der König der Löwen, in dem Beyoncé die Rolle der Nala gesprochen hatte. Sie veröffentlichte darauf Songs verschiedener Künstler aus afrikanischen Ländern (u. a. Mr Eazi, Yemi Alade, Tekno und Lord Afrixana), sang auf einigen Stücken mit und wirkte als Executive Producer der Platte. Aus diesem Album wurden Single-Veröffentlichungen wie Spirit und Bigger veröffentlicht. Weitere Musikvideos wurden zu den Lieder Brown Skin Girl mit Kelly Rowland & Naomi Campbell, My Power, Water mit Pharrell und Find your Way back gedreht & veröffentlicht.
Im April 2020 war Beyoncé auf dem Remix von Megan Thee Stallions Lied Savage zu hören. Der Song erreichte Platz eins der amerikanischen Charts und war damit Beyoncés elfter Song, dem dies gelang.
Im Juni 2020 veröffentlichte sie den Song Black Parade, mit dem sie schwarze Kleinunternehmer unterstützt, die durch die Corona-Pandemie in finanzielle Not geraten waren. Der Song erschien am Juneteenth genannten Jahrestag der formellen Abschaffung der Sklaverei in den USA. Kurz darauf kündigte sie das vollständige Album Black Is King an, das von ihrer Arbeit für den Der-König-der-Löwen-Soundtrack inspiriert ist. Es erschien als „Visual Album“ beim Streaming-Dienst Disney+, erfuhr also eine vollständige filmische Umsetzung, wobei Beyoncé Regie geführt hat und außerdem wieder als Produzentin fungierte.

### Seit 2021:Renaissanceund Country-AlbumCowboy Carter
Beyoncé schrieb und nahm einen Song mit dem Titel Be Alive für das Drama King Richard auf. Für das Stück erhielt sie zusammen mit dem Co-Autor Dixson bei den 94. Academy Awards ihre erste Oscar-Nominierung für den Best Original Song. Im Juli 2022 veröffentlichte sie das Album Renaissance. Es ist ihr siebtes Album in Folge, das in den Vereinigten Staaten Platz eins erreichte. Als erste Single wurde Break my Soul ausgekoppelt, das ein Sample von Robin S. Song Show me Love ist. In der Remix-Version sind Madonna und Will.i.am zu hören. Weitere Veröffentlichungen aus dem Album sind Cuff It, America has a Problem und Heated.
Anfang Februar 2023 erhielt Beyoncé bei den Grammy Awards vier Auszeichnungen und hält damit den Rekord von insgesamt 32 Grammys. Damit löste sie den Dirigenten Georg Solti ab, der mit 31 Preisen der am häufigsten ausgezeichnete Künstler war. Nachdem sie ein Privatkonzert in Dubai gegeben hatte, kündigte Beyoncé im Februar 2023 mit der Renaissance World Tour ihre erste Tournee nach sieben Jahren an. Der Start der Tournee fand im Mai 2023 in Stockholm statt. Im Dezember 2023 kam Renaissance: A Film by Beyoncé weltweit in die Kinos. Dabei handelt es sich um einen Konzertfilm, in dessen Abspann mit My House ein neuer Song vorkam.
Mit ihrem im März 2024 veröffentlichten Album Cowboy Carter, das ihr erstes Album mit Country-Songs ist, setzte sie sich an die Spitze der Billboard 200. Sie ist zugleich die erste schwarze Frau, die Platz eins in den Country-Charts belegen konnte. Cowboy Carter ist nach Renaissance der zweite Teil einer musikalischen Trilogie, die über mehrere Jahre hinweg entstanden ist. Im Zuge des „Beyoncé Bowl“, einer NFL Halftime Show am 25. Dezember 2024 in Houston, Texas, präsentierte sie erstmals ihre neuen Songs live und arbeitete dafür mit Netflix zusammen. Am 28. April 2025 startete sie ihre Konzerttournee Cowboy Carter Tour im SoFi Stadium in Inglewood in Los Angeles.

## Filmkarriere

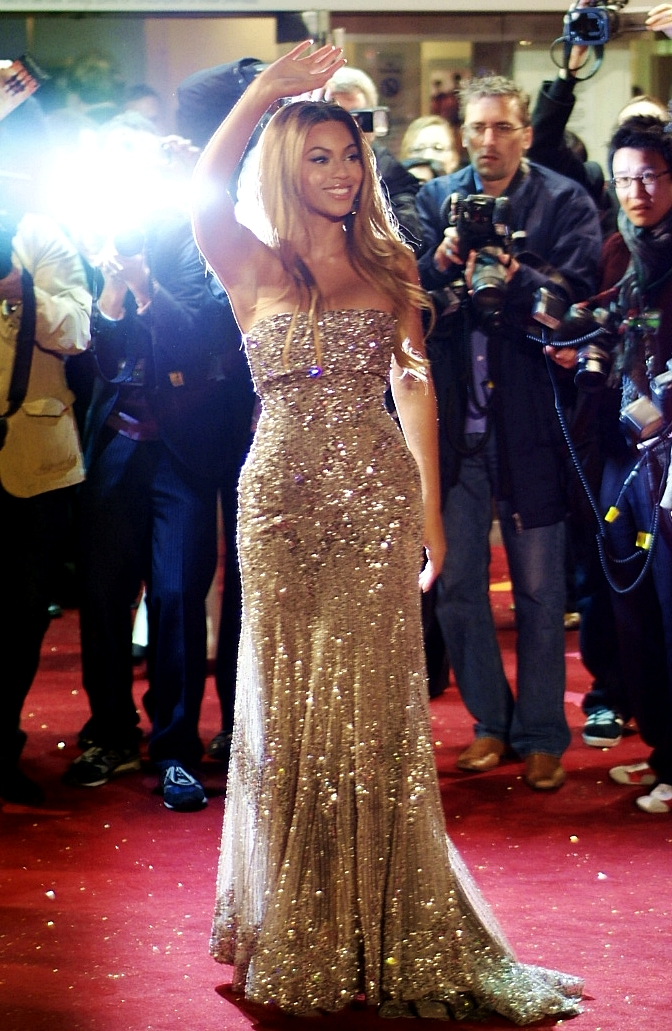
Beyoncé an der Dreamgirls-Premiere (2006)

Bereits 2001 machte sie als Hauptdarstellerin in der MTV-Produktion Carmen: A Hip Hopera an der Seite von Mekhi Phifer auch als Schauspielerin auf sich aufmerksam. Im Jahr darauf übernahm sie die Nebenrolle der Foxxy Cleopatra im dritten Teil der Austin-Powers-Reihe, Austin Powers in Goldständer, für dessen Soundtrack sie unter anderem die Single Work It Out beisteuerte. 2003 war Knowles an der Seite von Cuba Gooding, Jr. in der Gospel-Komödie Fighting Temptations zu sehen. Für ihre schauspielerischen Leistungen wurde sie im Jahr darauf mit einer Nominierung für den NAACP Image Award als Beste Schauspielerin bedacht.
Anfang 2006 spielte sie neben Steve Martin, Kevin Kline und Jean Reno im Prequel zu Der rosarote Panther die Rolle des Popstars Xania. Ende des Jahres übernahm sie an der Seite von Jamie Foxx, Eddie Murphy und Danny Glover die Rolle der Deena Jones in der Kinoadaption des Musicals Dreamgirls. Die auf der Biografie von Diana Ross und den Supremes basierende Umsetzung brachte Beyoncé eine Golden-Globe-Nominierung als Beste Hauptdarstellerin – Komödie oder Musical ein. Ende 2008 spielte sie an der Seite von Adrien Brody die Rolle der Blues- und Gospelsängerin Etta James im Drama Cadillac Records. Sie schrieb am Soundtrack mit und erhielt eine Golden-Globe-Nominierung für den besten Filmsong. 2009 spielte sie eine der Hauptrollen in dem Thriller Obsessed; sie erhielt dafür eine Nominierung für die Goldene Himbeere als schlechteste Schauspielerin.

### Filmografie
- 1999: Beverly Hood
- 2001: Carmen: A Hip Hopera (Fernsehfilm)
- 2002: Austin Powers in Goldständer (Austin Powers in Goldmember)
- 2003: Fighting Temptations (The Fighting Temptations)
- 2004: Fade to Black (Jay-Z-Dokumentation)
- 2006: Der rosarote Panther (The Pink Panther)
- 2006: Dreamgirls
- 2007: My Night at the Grammys (Fernsehfilm)
- 2008: Beyoncé: If I Were a Boy (Kurzfilm)
- 2008: Cadillac Records
- 2009: Obsessed
- 2009: Wow! Wow! Wubbzy! (Fernsehserie, vier Folgen, Stimme)
- 2009: Beyoncé: For the Record (Fernsehfilm)
- 2010: Telephone (Kurzfilm)
- 2013: Beyoncé: Life is but a Dream (Dokumentation)
- 2013: Epic – Verborgenes Königreich (Epic, Stimme Königin Tara)
- 2019: Homecoming – Ein Film von Beyoncé (Homecoming, Konzertfilm)
- 2019: Der König der Löwen (Stimme Nala)
- 2020: Black Is King (auch Regie)
- 2023: Renaissance: A Film by Beyoncé (Konzertfilm)

## Stil

### Musik und Gesang
Beyoncés Musik ist Contemporary R&B mit Elementen aus Pop, Funk, Hip-Hop und Soul. Ihre Songs veröffentlicht sie in englischer Sprache, nur für die EP Irreemplazable und die Wiederveröffentlichung von B’Day nahm sie auch Lieder auf Spanisch auf. Sie ist Produzentin und Autorin oder Co-Autorin der meisten Songs, an denen sie beteiligt war.
Beyoncé hat die Stimmlage Mezzosopran. Sie nutzt Melismen für ihren Gesang und wird deshalb mit Künstlern wie Mariah Carey verglichen. Redakteure des Eye Weekly Magazins schrieben: „Es gibt keinen Zweifel daran, dass Beyoncé eine der besten Sängerinnen in der Popwelt ist, vielleicht sogar die beste lebende […].“

### Einflüsse
Beyoncé bezeichnet Michael Jackson als ihren größten musikalischen Einfluss und ihr Idol. Als weiteren Einfluss bezeichnet sie Diana Ross: „Sie ist eine Alleskönner-Entertainerin: eine prima Schauspielerin, eine gute Sängerin und eine wunderschöne, elegante Frau. Sie ist eine von wenigen Sängerinnen, die es schaffen, in guten Filmen mitzuspielen.“ Ihre weiteren musikalischen Einflüsse sind Tina Turner, Prince, Lauryn Hill, Aaliyah, Mary J. Blige, Whitney Houston, Janet Jackson, Anita Baker und Rachelle Ferrell. Beyoncé selbst wird von verschiedenen Künstlern als Inspiration bezeichnet, unter anderem von Rihanna, Alexandra Burke, Leona Lewis, Adele, Rita Ora, Lady Gaga und Nicki Minaj.

### Öffentliches Image
Die Medien benutzen den Begriff „bootylicious“ (eine Kombination der Wörter booty („Hintern“) und delicious („köstlich“, im übertragenen Sinn auch: „herrlich“)), um Beyoncés Figur zu beschreiben. Der Begriff wurde durch den gleichnamigen Nummer-eins-Hit von Destiny’s Child bekannt und ins Oxford English Dictionary aufgenommen. Der australische Wissenschaftler Bryan Lessard nannte eine 1981 in Queensland entdeckte seltene Pferdebremse Scaptia beyonceae, da ihn ihre Form an Beyoncé erinnere. Wörtlich sagte der Insektenkundler „Es war so augenfällig, ich konnte das Hinterteil ohne Mikroskop sehen […] auf dem Unterleib wachsen dichte, goldene Haare, das hat mich an Beyoncé in einem ihrer goldenen Kostüme erinnert.“
2006 kritisierte die Tierrechtsorganisation PETA Beyoncé für das Tragen von Pelzmänteln. Das People-Magazin ernannte sie 2007 zur bestgekleideten Persönlichkeit. 2007 war sie als zweite afro-amerikanische Frau nach Tyra Banks auf dem Cover von Sports Illustrated Swimsuit Issue abgebildet. Im September 2010 gab sie ihr Debüt als Laufstegmodel bei Tom Fords Spring/Summer 2011 Fashion Show. Im Februar 2011 platzierte sie das LA Times-Magazin auf Platz 25 der „50 Most Beautiful Women in Film“.
2017 sagte Carlos Santana in einem Interview über sie, dass sie ein hübsches Model sei, aber nicht singen könne, was einen Proteststurm in sozialen Medien auslöste.

## Weitere Tätigkeiten

### House of DeréonundIvy Park
2005 gründete Beyoncé zusammen mit ihrer Mutter House of Deréon, eine zeitgenössische Damenmode-Linie. Der Name Deréon soll an Beyoncés Großmutter Agnèz Deréon erinnern, die als Näherin gearbeitet hatte. Produkte der Linie wurden der Öffentlichkeit durch Auftritte von Destiny’s Child vorgestellt. 2008 veröffentlichte Starwave Mobile das Handyspiel Beyoncé Fashion Diva, bei dem man Beyoncé mit Produkten aus der eigenen Kollektion einkleiden kann. 2009 gründeten Beyoncé und ihre Mutter das Label Sasha Fierce for Deréon. 2010 arbeitete Beyoncé mit C&A zusammen, um Deréon by Beyoncé in Geschäften in Brasilien zu verkaufen.
2014 schloss Beyoncé einen Vertrag mit der britischen Modekette Topshop, um ihre eigene Sportbekleidungslinie auf den Markt zu bringen. Im April 2016 erschien die erste 200 Teile umfassende Kollektion der Ivy Park genannten Linie in diversen Läden. Nachdem bekannt wurde, dass der Topshop-Besitzer Philip Green der sexuellen Belästigung und rassistischer Diskriminierung beschuldigt wurde, kaufte Beyoncé die Anteile von Topshop an ihrer Marke zurück, sodass sie nun die Alleineigentümerin ist.
Im April 2019 wurde bekanntgegeben, dass Beyoncé und Adidas eine Partnerschaft eingehen und die Sportmarke Ivy Park weiterentwickeln werden. Knowles werde auch Bekleidung und Schuhe für das Unternehmen entwickeln. Die Kollektion wurde 2020 in der Januarausgabe der Elle vorgestellt.

### Feminismus

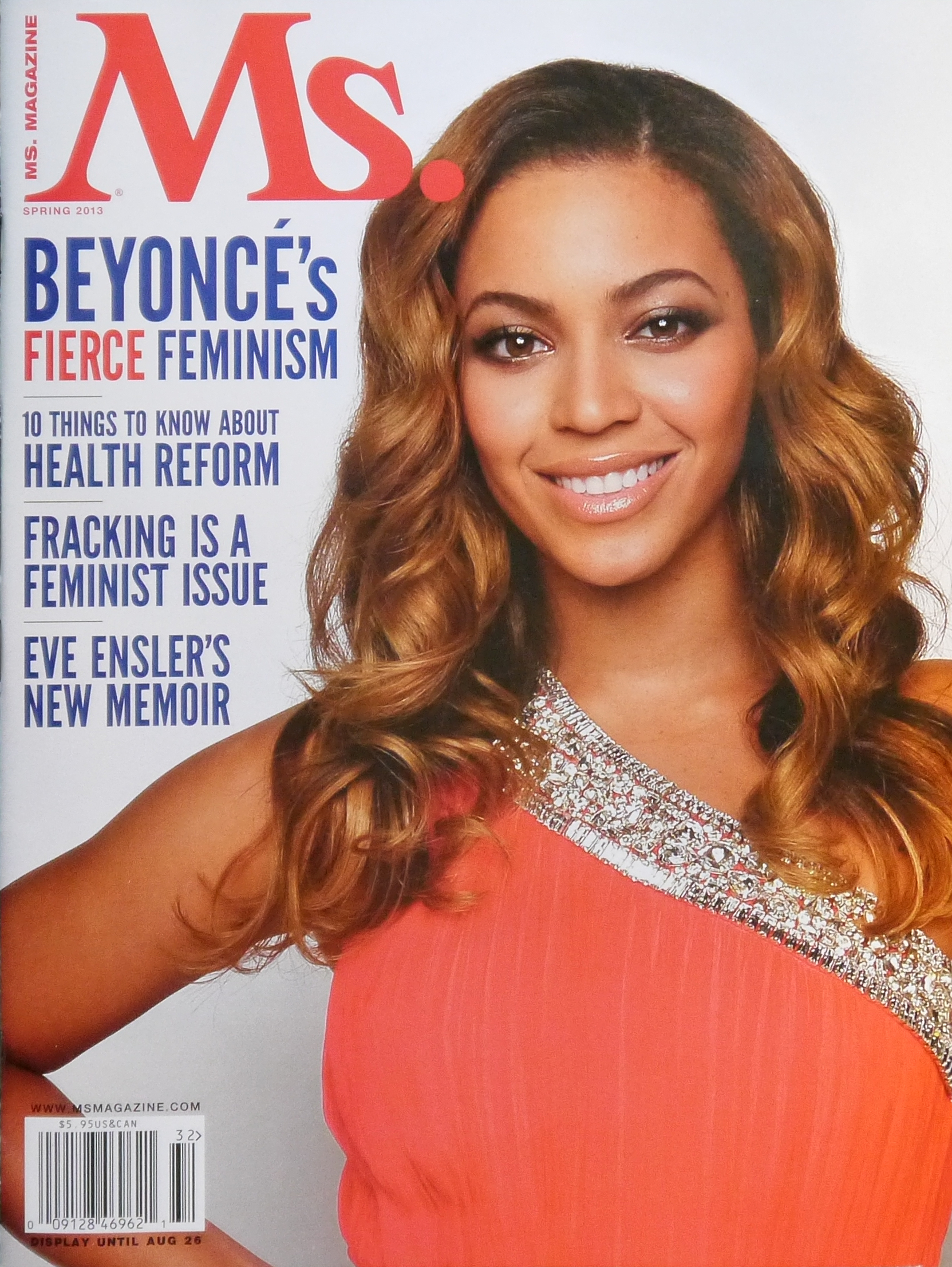
Beyoncé auf dem Cover der US-amerikanischen feministischen Zeitschrift Ms. (2013)

Beyoncé bezieht sich seit Jahren in Interviews und mit ihren künstlerischen Ausdrucksformen positiv auf den Feminismus, so zum Beispiel in dem Stück „***Flawless“. Für diesen Song sampelte sie den Satz der Schriftstellerin Chimamanda Ngozi Adichie: „Feminist (in): Die Person, die an die politische, soziale und wirtschaftliche Gleichheit der Geschlechter glaubt.“ Während ihrer Bühnenperformance von „***Flawless“ anlässlich der 2014 MTV Video Music Awards erstrahlte im Hintergrund in großen Lettern das Wort „Feminist“ als Teil der Visuals. In Interviews spricht sie konkret über Sexismus und Gleichberechtigung, über die Wichtigkeit von Freundschaften unter Frauen sowie über wirtschaftliche und sexuelle Ausbeutung afro-amerikanischer Frauen in den USA.
Ihren Auftritt bei den Grammy Awards 2017, der wenige Tage nach der Bekanntgabe ihrer zweiten Schwangerschaft stattfand, nutzte Beyoncé unter Mitwirkung ihre Mutter Tina Knowles und ihrer Tochter Blue Ivy zur Selbststilisierung im Sinne einer feministischen Familiensaga, in welcher der schwangere Körper als Botschaft einer feministischen Vision weiblicher Genealogie präsentiert wird. In ihrer Kleidung und ihren Bewegungen kombiniert sie Anleihen von Frauenfiguren aus verschiedenen Religionen: die Jungfrau Maria, die indische Muttergöttin Parvati und die ostafrikanische Wassergottheit Mami Wata. Beobachter interpretieren solche Auftritte als Teil einer Vermarktungsstrategie feministischer Repräsentationsansprüche mit Hilfe von Körpern, die trotz Schwangerschaft makellos bleiben. Sie sehen dahinter die einfache und eminent populistische Botschaft: Frauen können alles – durch ihren Körper.

### Werbetätigkeiten
2002 unterschrieb Beyoncé einen Promo-Vertrag mit Pepsi. 2004 trat sie für die Firma in einem Spot mit Britney Spears, Pink und Enrique Iglesias auf. Im folgenden Jahr folgte eine Kampagne gemeinsam mit Jennifer Lopez und David Beckham. Seit ihrem 18. Lebensjahr arbeitet sie zudem mit L’Oréal zusammen. 2004 veröffentlichte sie ihr erstes Parfüm True Star bei Tommy Hilfiger. Ein Jahr später folgte ein zweites Parfüm bei Hilfiger unter dem Titel True Star Gold. 2007 erschien sie in einer Werbekampagne für Emporio Armani Diamonds Parfüm.
2009 machte Beyoncé Werbung für das Nintendo-DS-Spiel Rhythm Heaven. Im Januar 2010 unterschrieb sie einen Dreijahresvertrag mit Vizio. Sie war in zwei Fernsehwerbungen für Style Savvy, ein Mode-Videospiel für den Nintendo DS und Nintendo DSi, zu sehen. Im April 2011 wurde Beyoncé vom amerikanischen Spiele-Entwickler Gate Five auf mehr als 100 Millionen US-Dollar Schadensersatz verklagt. Beyoncé habe im Juni 2010 Vereinbarungen zur Entwicklung des Videospieles Starpower: Beyoncé getroffen. Im Dezember habe sie dann weit mehr Geld als vorher vereinbart verlangt und die Zusammenarbeit aufgekündigt, woraufhin das Projekt beendet worden sei und man 70 Mitarbeiter habe entlassen müssen. Beyoncé begründete ihren Ausstieg mit der unsicheren Finanzierung des Projektes. Im Juni 2013 einigten sich beide Seiten auf die Zahlung einer Entschädigung an das Spiele-Unternehmen.
Ebenfalls 2010 veröffentlichte sie ihr erstes eigenes Parfüm Heat. In einem Fernsehspot wurde ihre Coverversion des Songs Fever aus dem Jahr 1956 verwendet. Die Werbung, die mit einem Bild von Beyoncé beginnt, das zeigt, wie sie nackt in einem Zimmer liegt, wurde als zu „erotisch, sexuell und provokativ“ für das Publikum bezeichnet und in Großbritannien nicht ausgestrahlt. Beyoncés Parfüm Pulse wurde im September 2011 veröffentlicht; 2012 folgte der Duft Midnight Heat.

### Soziales Engagement

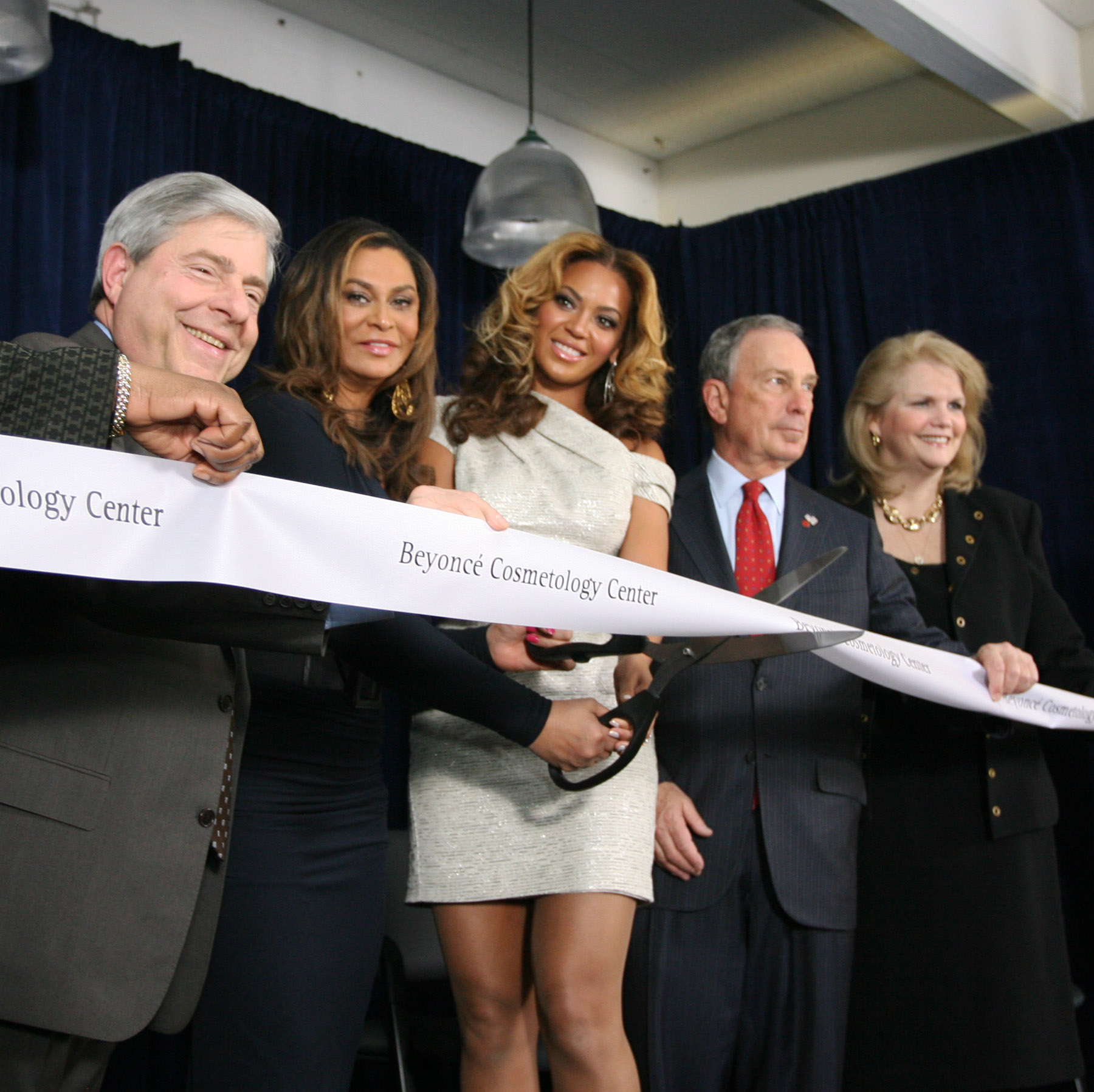
Beyoncé bei der Eröffnung des Beyoncé Cosmetology Center (2010)

Beyoncé gründete zusammen mit Destiny’s Child Mitglied Kelly Rowland und ihrer Familie die Survivor Foundation, eine Wohltätigkeitsorganisation, um den Opfern des Hurrikan Katrina aus dem Jahr 2005 zu helfen. Sie spendete 100.000 US-Dollar an den Gulf Coast Ike Relief Fund, der den Opfern des Hurrikans Ike hilft. 2005 schrieben Musikproduzent David Foster, seine Tochter Amy Foster-Gillies und Beyoncé das Lied Stand Up for Love für den Weltkindertag.
2008 wurde Beyoncé beim Miami Children’s Hospital Diamond Ball & Concert in der American Airlines Arena in Miami in die International Pediatric Hall of Fame aufgenommen. Beyoncé beteiligte sich auch an Stand Up to Cancer, einem Wohltätigkeitsprojekt der amerikanischen Unterhaltungsindustrie. In einer Fernsehshow wurde unter anderem der Kampagnensong Just Stand Up! vorgestellt, den Beyoncé mit Mariah Carey, Carrie Underwood, Rihanna, Miley Cyrus, Sheryl Crow, Fergie, Leona Lewis, Keyshia Cole, LeAnn Rimes, Natasha Bedingfield, Melissa Etheridge, Mary J. Blige, Ciara, Ashanti und Nicole Scherzinger aufnahm. Im Januar 2010 beteiligte sich Beyoncé am Hope for Haiti Now: A Global Benefit for Earthquake Relief. Sie trat in London mit Jay-Z, Rihanna und U2s Bono und The Edge auf.
Im März 2010 eröffnete Beyoncé mit ihrer Mutter das Beyoncé Cosmetology Center. Das Programm bietet Kosmetik-Trainingskurse als Rehabilitationsbegleitung für drogen- oder alkoholabhängige Personen an. Im April 2011 schloss Beyoncé sich mit Michelle Obama und der National Association of Broadcasters Education Foundation zusammen, um deren Kampagne gegen Adipositas bei Kindern zu unterstützen. Sie überarbeitete ihren Song Get Me Bodied (2007) und nannte die neue Version Move Your Body für die Let’s Move! Flash Workout Kampagne.
Nach dem Tod von Osama bin Laden veröffentlichte Beyoncé die Benefiz-Single God Bless the USA, um die Einnahmen für New York Police and Fire Widows und Children’s Benefit Fund zu spenden. Das Lied wurde ursprünglich 1984 vom Country-Musiker Lee Greenwood veröffentlicht. Beyoncé ist Mitbegründerin der Organisation Chime for Change, die sich dafür einsetzt, die medizinische Versorgung und den Zugang zu Bildung für Frauen weltweit zu verbessern. Im Rahmen eines Benefiz-Konzerts zugunsten dieser Organisation trat sie im Juni 2013 im Londoner Twickenham Stadium auf.
Im März 2018 kündigte sie an, vegan zu werden, und forderte ihre 113 Millionen Instagram-Follower auf, es ihr gleichzutun. Als Motivation für ihre vegane Ernährung nennt Beyoncé Umwelt- und Gesundheitsgründe.

### Rekorde und Erfolge
Beyoncé stellte in den Charts mehrere Rekorde auf. Ihr fünftes Album Beyoncé verkaufte sich in den ersten drei Tagen nach der Veröffentlichung 830.000 Mal. Dafür erhielt sie einen Eintrag ins Guinness Buch der Rekorde für das schnellstverkaufte Album auf iTunes.
Keine andere Frau zuvor hat so viele Grammy-Nominierungen erhalten wie sie. Auch hat keine Künstlerin vor ihr sechs Grammys an einem Abend erhalten. Beyoncé erhielt bei den Grammy Awards 2021 die meisten Nominierungen (9) und die meisten Auszeichnungen (4), was sie zur meistprämierten Sängerin sowie meistausgezeichneten Künstlerin in der Geschichte der Grammys machte.
Dazu ist sie die erste Frau, die mit ihren ersten sechs Studioalben Platz eins der amerikanischen Charts erreichte. Beyoncé erreichte zwischen 2001 und 2010 mehr Top-10-Platzierungen in den Billboard Hot 100 als jede andere Künstlerin. Sie kam laut der Forbes-Liste The World’s Billionaires 2014 auf umgerechnet rund 92 Millionen Euro, den höchsten Jahresverdienst einer Sängerin.

## Diskografie
Studioalben

| Jahr | Titel Musiklabel                                               | Höchstplatzierung, Gesamtwochen, AuszeichnungChartplatzierungen (Jahr, Titel, Musiklabel, Platzierungen, Wochen, Auszeichnungen, Anmerkungen) | Höchstplatzierung, Gesamtwochen, AuszeichnungChartplatzierungen (Jahr, Titel, Musiklabel, Platzierungen, Wochen, Auszeichnungen, Anmerkungen) | Höchstplatzierung, Gesamtwochen, AuszeichnungChartplatzierungen (Jahr, Titel, Musiklabel, Platzierungen, Wochen, Auszeichnungen, Anmerkungen) | Höchstplatzierung, Gesamtwochen, AuszeichnungChartplatzierungen (Jahr, Titel, Musiklabel, Platzierungen, Wochen, Auszeichnungen, Anmerkungen) | Höchstplatzierung, Gesamtwochen, AuszeichnungChartplatzierungen (Jahr, Titel, Musiklabel, Platzierungen, Wochen, Auszeichnungen, Anmerkungen) | Höchstplatzierung, Gesamtwochen, AuszeichnungChartplatzierungen (Jahr, Titel, Musiklabel, Platzierungen, Wochen, Auszeichnungen, Anmerkungen) | Anmerkungen                                                    |
| Jahr | Titel Musiklabel                                               | DE | AT | CH | UK | US | R&B | Anmerkungen                                                    |
| ---- | -------------------------------------------------------------- | --- | --- | --- | --- | --- | --- | -------------------------------------------------------------- |
| 2003 | Dangerously in Love Columbia Records (SME)                     | DE1 Platin · (36 Wo.)DE | AT3 Gold · (22 Wo.)AT | CH2 Platin · (46 Wo.)CH | UK1 ×4Vierfachplatin · (70 Wo.)UK | US1 ×7Siebenfachplatin · (102 Wo.)US | R&B1 (104 Wo.)R&B | Erstveröffentlichung: 23. Juni 2003 Verkäufe: + 11.000.000     |
| 2006 | B’Day Columbia Records / Sony Urban Music (SME)                | DE5 Gold · (36 Wo.)DE | AT13 (17 Wo.)AT | CH2 Gold · (36 Wo.)CH | UK3 Platin · (48 Wo.)UK | US1 ×5Fünffachplatin · (74 Wo.)US | R&B1 (80 Wo.)R&B | Erstveröffentlichung: 1. September 2006 Verkäufe: + 8.000.000  |
| 2008 | I Am … Sasha Fierce Columbia Records / Music World Music (SME) | DE17 ×3Dreifachgold · (70 Wo.)DE | AT20 Gold · (47 Wo.)AT | CH7 Gold · (68 Wo.)CH | UK2 ×6Sechsfachplatin · (129 Wo.)UK | US1 ×7Siebenfachplatin · (193 Wo.)US | R&B1 (79 Wo.)R&B | Erstveröffentlichung: 12. November 2008 Verkäufe: + 11.115.000 |
| 2011 | 4 Columbia Records / Parkwood (SME)                            | DE5 Gold · (12 Wo.)DE | AT13 (10 Wo.)AT | CH1 (19 Wo.)CH | UK1 ×3Dreifachplatin · (63 Wo.)UK | US1 ×4Vierfachplatin · (78 Wo.)US | R&B1 (95 Wo.)R&B | Erstveröffentlichung: 24. Juni 2011 Verkäufe: + 5.665.000      |
| 2013 | Beyoncé Columbia Records / Parkwood (SME)                      | DE11 Gold · (16 Wo.)DE | AT12 (9 Wo.)AT | CH4 Gold · (22 Wo.)CH | UK2 ×2Doppelplatin · (61 Wo.)UK | US1 ×6Sechsfachplatin · (186 Wo.)US | R&B1 (81 Wo.)R&B | Erstveröffentlichung: 13. Dezember 2013 Verkäufe: + 8.000.000  |
| 2016 | Lemonade Columbia Records / Parkwood (SME)                     | DE3 (22 Wo.)DE | AT9 (16 Wo.)AT | CH2 Gold · (24 Wo.)CH | UK1 Platin · (44 Wo.)UK | US1 ×4Vierfachplatin · (87 Wo.)US | R&B1 (63 Wo.)R&B | Erstveröffentlichung: 23. April 2016 Verkäufe: + 5.055.000     |
| 2022 | Renaissance Columbia Records / Parkwood (SME)                  | DE2 (24 Wo.)DE | AT2 (17 Wo.)AT | CH3 (44 Wo.)CH | UK1 Platin · (72 Wo.)UK | US1 ×2Doppelplatin · (91 Wo.)US | R&B1 (78 Wo.)R&B | Erstveröffentlichung: 29. Juli 2022 Verkäufe: + 2.802.000      |
| 2024 | Cowboy Carter Columbia Records / Parkwood (SME)                | DE1 (19 Wo.)DE | AT1 (13 Wo.)AT | CH1 (14 Wo.)CH | UK1 Gold · (21 Wo.)UK | US1 Platin · (… Wo.)US | — | Erstveröffentlichung: 29. März 2024 Verkäufe: + 1.312.500      |

## Auszeichnungen
Beyoncé erhielt 28 Grammys während ihrer Solokarriere und drei als Mitglied von Destiny’s Child. Außerdem bekam sie mehrere BRIT Awards, MTV Europe Music Awards, MTV Video Music Awards und einen NAACP Image Award der National Association for the Advancement of Colored People. Seit 2007 wurde sie für insgesamt drei Golden Globes nominiert. 2014 erhielt sie bei den MTV Video Music Awards den „Michael Jackson Vanguard Award“ für ihr Lebenswerk. 2011 wurde Beyoncé als erste afroamerikanische Künstlerin und zweite Frau überhaupt mit dem „Pop Songwriter of the Year Award“ ausgezeichnet, der von der ASCAP vergeben wird.